# Camilla Bini
Camilla Bini (Cattolica, 10 luglio 1994) è una ginnasta italiana, membro della Nazionale di ginnastica ritmica dell'Italia vincitrice della medaglia d'argento ai XXXII Campionati del Mondo di Kiev.
Vive a Fano.